# Gethyllis uteana
Gethyllis uteana är en amaryllisväxtart som beskrevs av D.Müll.-doblies. Gethyllis uteana ingår i släktet Gethyllis och familjen amaryllisväxter. Inga underarter finns listade i Catalogue of Life.